# Toshimitsu Motegi
Toshimitsu Motegi (7 de octubre de 1955) es un político japonés que actualmente se desempeña como Secretario General del Partido Liberal Democrático. Anteriormente se desempeñó como Ministro de Relaciones Exteriores de 2019 a 2021, y como Ministro de Economía, Comercio e Industria de 2012 a 2014. Se desempeña en la Cámara de Representantes como miembro del Partido Liberal Demócrata. Lidera la facción Heisei Kenkyūkai dentro del PLD.

## Biografía
Se graduó de economista en la Universidad de Tokio en 1978, trabajó para el conglomerado Marubeni hasta 1980. Continuó sus estudios en Estados Unidos en la Universidad John F. Kennedy School of Government de Harvard, donde obtuvo la maestría en políticas públicas en 1983.
Después de trabajar brevemente para el periódico Yomiuri Shimbun, se unió al grupo consultor de McKinsey & Company, donde trabajó hasta 1992..
Fue elegido como miembro de la Cámara de Representantes en el distrito 5 de la Prefectura de Tochigi en 1993; fue reelegido nueve veces como diputado por este distrito.
En 2002 fue elegido como viceministro de asuntos exteriores. Luego ocupó varios cargos ministeriales, incluido el de asuntos exteriores a partir de 2019, así como altos cargos en su partido, el Partido Liberal Democrático (PLD).
Dentro del PLD, ha ocupado la presidencia de la facción” Takeshita ”, que es la tercera facción más grande del partido con 52 miembros. El 4 de noviembre de 2021, pocos días después de las elecciones legislativas, dejó el gobierno y asumió como secretario general del PLD.